# Il problema dei 3 corpi
Il problema dei 3 corpi (3 Body Problem) è una serie televisiva statunitense del 2024 creata da David Benioff, D. B. Weiss e Alexander Woo.
La serie è l'adattamento del romanzo Il problema dei tre corpi scritto da Liu Cixin, primo capitolo della serie Memoria del passato della Terra. Il romanzo era già stato adattato in una serie televisiva cinese del 2023, Sān tǐ.

## Trama
Una specie aliena proveniente da un sistema stellare instabile si appresta a invadere il pianeta Terra dopo essere entrata in contatto con una scienziata cinese.

## Episodi
| Stagione       | Episodi | Prima TV USA | Prima TV Italia |
| -------------- | ------- | ------------ | --------------- |
| Prima stagione | 8       | 2024         | 2024            |

## Produzione
Nel settembre 2020 viene annunciata la serie basata sul romanzo Il problema dei tre corpi, sviluppata da David Benioff, D. B. Weiss, Alexander Woo per Netflix.
Le riprese della prima stagione sono iniziate il 20 novembre 2022 e si sono svolte in Cina, a New York e a Londra.
Il budget per ogni episodio della serie è stato di 20 milioni di dollari.

## Promozione
Il primo trailer della serie è stato diffuso il 17 giugno 2023.

## Distribuzione
La serie, inizialmente fissata per gennaio 2024, è stata distribuita su Netflix a partire dal 21 marzo 2024.

## Riconoscimenti
- 2024 - National Film Awards[7]
  - Candidatura per la miglior attrice non protagonista a Jess Hong
  - Candidatura per la miglior serie drammatica